# Obodiwka (Hajssyn)
Obodiwka (ukrainisch Ободівка; russisch Ободовка Obodowka) ist ein Dorf in der ukrainischen Oblast Winnyzja mit etwa 3150 Einwohnern.

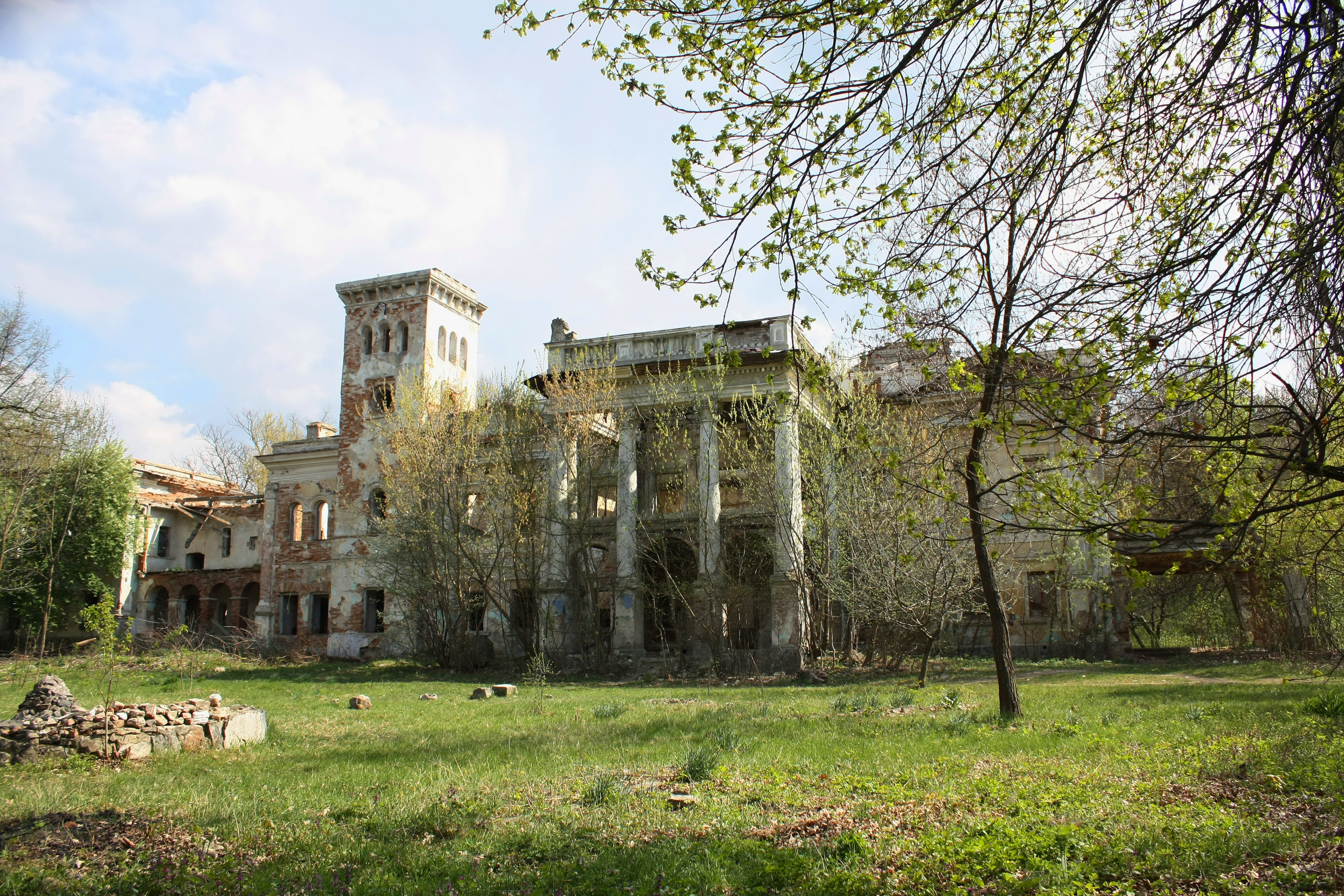
Der 1800 erbaute Obodiwska-Palast oder Palast Sobanskych liegt in einer 17 Hektar großen Parkanlage in Obodiwka

Das 1570 gegründete Dorf liegt im Rajon Hajssyn an der Territorialstraße T–02–02 und der Regionalstraße P–33 15 km südlich vom ehemaligen Rajonzentrums Trostjanez und etwa 130 km südöstlich vom Oblastzentrum Winnyzja.
Obodiwka liegt am rechten Ufer der Berladynka (Берладинка), einem 55 km langen, linken Nebenfluss der Dochna (Дохна), die wiederum ein 74 km langer, rechter Nebenfluss des Südlichen Bugs ist. Auf dem gegenüberliegenden Flussufer befindet sich das Dorf Nowa Obodiwka mit etwa 3000 Einwohnern.

## Verwaltungsgliederung
Am 12. Juni 2020 wurde das Dorf zum Zentrum der neugegründeten Landgemeinde Obodiwka (Ободівська сільська громада/Obodiwska silska hromada). Zu dieser zählten auch die 8 in der untenstehenden Tabelle aufgelisteten Dörfer sowie die Ansiedlung Werchiwske, bis dahin bildete es zusammen mit dem Dorf Bereschanka die gleichnamige Landratsgemeinde Obodiwka (Ободівська сільська рада/Obodiwska silska rada) im Süden des Rajons Trostjanez.
Am 17. Juli 2020 kam es im Zuge einer großen Rajonsreform zum Anschluss des Rajonsgebietes an den Rajon Hajssyn.
Folgende Orte sind neben dem Hauptort Obodiwka Teil der Gemeinde:
| Name                     | Name            | Name                                  |
| ukrainisch transkribiert | ukrainisch      | russisch                              |
| ------------------------ | --------------- | ------------------------------------- |
| Bereschanka              | Бережанка       | Бережанка                             |
| Dubiwka                  | Дубівка         | Дубовка (Dubowka)                     |
| Kosynzi                  | Козинці         | Козинцы (Kosinzy)                     |
| Mala Stratijiwka         | Мала Стратіївка | Малая Стратиевка (Malaja Stratijewka) |
| Nowa Obodiwka            | Нова Ободівка   | Новая Ободовка (Nowaja Obodowka)      |
| Torkaniwka               | Торканівка      | Торкановка (Torkanowka)               |
| Werchiwka                | Верхівка        | Верховка (Werchowka)                  |
| Werchiwske               | Верхівське      | Верховское (Werchowskoje)             |
| Zybuliwka                | Цибулівка       | Цибулевка (Zibulewka)                 |

## Ghetto
Anfang des 20. Jahrhunderts machten die mehr als 1500 Juden in dem Dorf ein Drittel der Bevölkerung aus, die unter dem sowjetischen Regime eine jiddische Schule und eine Synagoge hatten. Als die Wehrmacht das Dorf am 28. Juni 1941 einnahm, waren die meisten Juden in den Osten geflohen. Obodiwka wurde als Teil Transnistriens von Rumänien annektiert, und es wurden im November 1941 Juden aus der Bukowina und aus Bessarabien in einem eingerichteten Ghettobezirk inhaftiert. Im März 1943 wurden 1460 Ghettoinsassen gezählt.

## Söhne und Töchter der Ortschaft
- Oleksa Nowakiwskyj (1872–1935); ukrainischer Maler und Pädagoge, Vertreter der Gruppierung Krakauer Postimpressionisten